# Epidendrum congestum
Epidendrum congestum är en orkidéart som beskrevs av Robert Allen Rolfe. Epidendrum congestum ingår i släktet Epidendrum och familjen orkidéer.
Artens utbredningsområde är Costa Rica. Inga underarter finns listade i Catalogue of Life.